# Ctenusa obsoletilinea
Ctenusa obsoletilinea är en fjärilsart som beskrevs av Embrik Strand 1914. Ctenusa obsoletilinea ingår i släktet Ctenusa och familjen nattflyn. Inga underarter finns listade i Catalogue of Life.